# Xã Whitney, Michigan
Xã Whitney (tiếng Anh: Whitney Township) là một xã thuộc quận Arenac, tiểu bang Michigan, Hoa Kỳ. Năm 2010, dân số của xã này là 1.001 người.